# Palais de Livadia
Le palais de Livadia ou de Livadie (en ukrainien : Лівадійський палац, Livadiyski palats ; en russe : Ливадийский дворец, Livadiïskyï dvorets ; en tatar de Crimée : Livadiya sarayı) est un ancien lieu de villégiature estivale des derniers souverains de Russie, en particulier du dernier empereur de Russie Nicolas II et de sa famille.
Ce palais se trouve à Livadia, à 3 km de Yalta, en Crimée.

## Histoire

### Formation du domaine
En 1790, Catherine II attribue un domaine au corsaire grec Lambros Katsonis, chassé de ses bases de la mer Égée par une offensive franco-ottomane. Celui-ci lui donne le nom de Livadia, en l'honneur de sa ville natale, Livadiá, en Béotie. Le domaine passe ensuite à Théodose Révéliotis (ru), commandant du bataillon de Balaclava, unité de soldats grecs au service de la Russie,,.

### Résidence impériale
Le domaine est acheté en 1834 par le comte Léon Potocki qui y fait construire une villa. Elle est achetée par l'empereur Alexandre II qui fait construire à sa place un grand palais, un petit palais et une église en 1861 par l'architecte italien Ippolit Monighetti. Son fils Alexandre III et surtout son épouse aiment à s'y reposer. C'est ici que l'empereur meurt.
Lorsque Nicolas II monte sur le trône, il revient plusieurs fois en famille au palais de Livadia, avec le désir de reconstruire le palais, à cause du triste souvenir de la mort de son père, à laquelle il assiste en 1894. C'est ce qu'il fait après un séjour en Italie, en 1909, où le couple impérial s'enflamme pour le style renaissance. Aussi, pour plaire à l'impératrice Alexandra qui souhaite un lieu retiré avec toutes les commodités modernes (téléphone, électricité, etc.), l'empereur fait appel à l'architecte Nikolaï Krasnov. Les plans sont largement discutés en famille, comme nous l'indique le journal intime de Nicolas II. Il est décidé que les quatre façades seront toutes différentes avec des tours, dont une tour florentine. Le nouveau palais de marbre de Carrare blanc et de granite de Crimée avec son patio italien et son patio mauresque est inauguré le 11 septembre 1911. Il comporte 116 pièces, avec des salons et des appartements de styles différents.

### Après la révolution de 1917

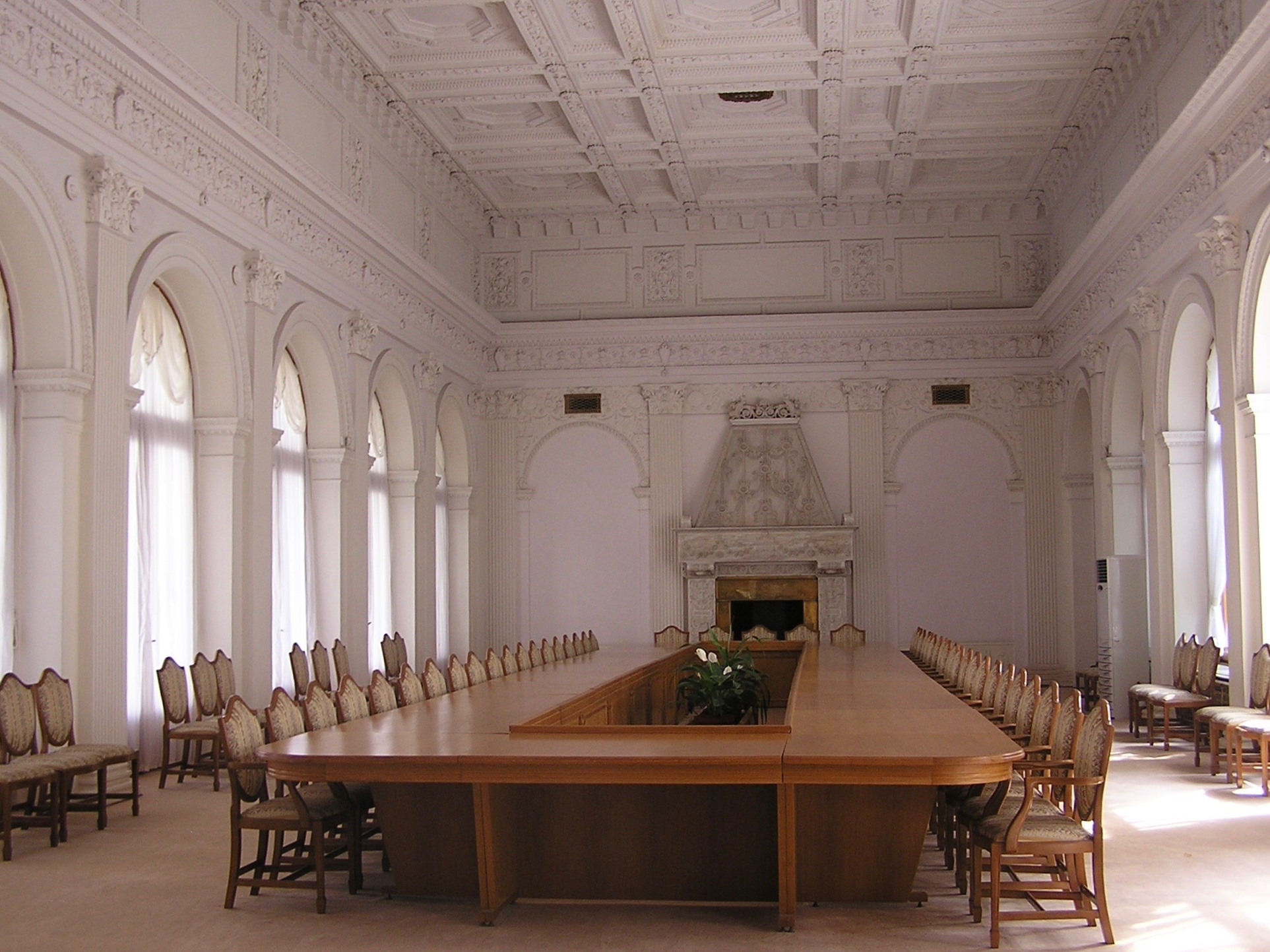
Le salon Blanc, où se tint la conférence de Yalta.

Après que tout le décor intérieur, le mobilier, les archives ont été pillés, détruits ou dispersés, le palais abrite une maison de repos pour les commissaires politiques et leurs familles.
En février 1945, le palais accueille la conférence de Yalta et abrite les appartements de Franklin D. Roosevelt et des autres membres de la délégation américaine. 
En 1954, la Crimée est donnée par Khrouchtchev, comme signe d'amitié entre la Russie soviétique et l'Ukraine soviétique et le palais est ponctuellement utilisé par les autorités ukrainiennes lors de sommets internationaux.
Le palais est inscrit au Registre national des monuments immeubles d'Ukraine ; en 2014, après l’annexion de la Crimée à la Russie, le palais est intégré au patrimoine russe et devient un musée. Une statue d'Alexandre III est inaugurée en face du petit palais en 2017, en présence du président Vladimir Poutine.